# Rapla
Rapla(alemão: Rappel) é uma cidade no centro da Estônia, a capital do condado de Rapla e o centro da paróquia de Rapla . Os registos mais antigos datam de 1241 no Livro do Censo Dinamarquês , quando se dizia que se tratava de uma pequena aldeia com 8 hectares de campos cultivados. No final do século XIII, o centro da vila estava firmemente estabelecido. Por volta da mesma época, um mosteiro cisterciense foi construído.
O período ambicioso de rápido crescimento da Rapla começou apenas no final do século 19. Em 1866 foi construída uma farmácia, em 1868 uma escola e em 1888 um hospital. Em 1898, foi inaugurada uma fábrica de tijolos e, em 1900, foi construída uma linha férrea entre Rapla e Viljandi . A antiga igreja de pedra foi demolida no final do século XIX e uma nova foi construída em estilo românico , um dos exemplos mais puros desse estilo em toda a Estônia.
Em 1913, Rapla consistia em cerca de 20 casas de pedra e 60 de madeira. Durante esse período, foram estabelecidas várias sociedades sociais, como o Corpo de Bombeiros Voluntários, a Sociedade da Canção e Música, a Sociedade da Agricultura, a Companhia de Seguros Mútuos de Incêndio, a Associação de Consumidores e o Fundo de Seguro de Depósitos.
Tem uma estação ferroviária na linha ferroviária Tallinn – Viljandi operada pela Elron . Em 1931, uma ferrovia de bitola estreita de Rapla a Virtsu foi aberta e permaneceu em uso até 1968.

## Galeria

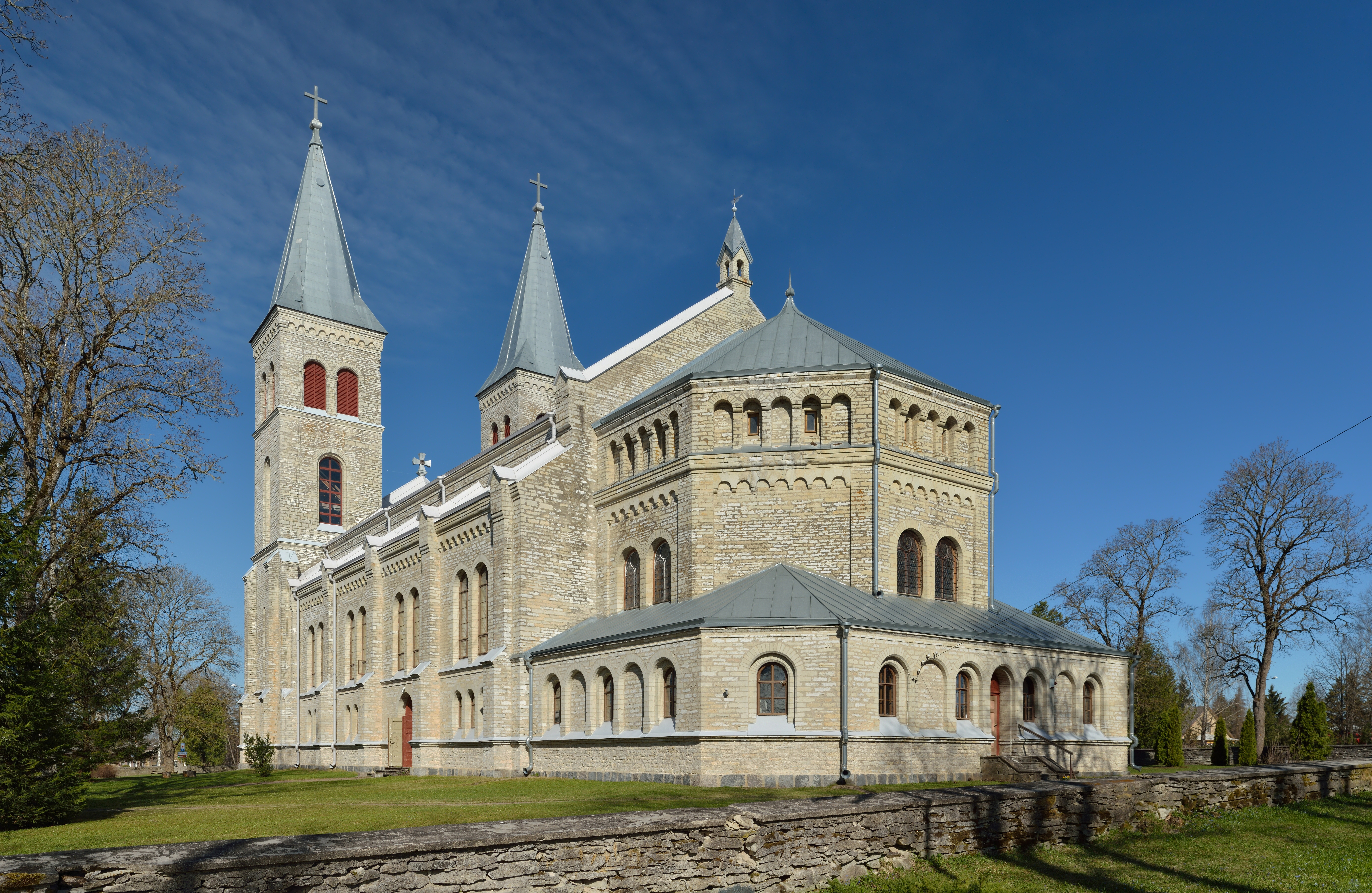
Igreja Luterana Rapla Maria Madalena
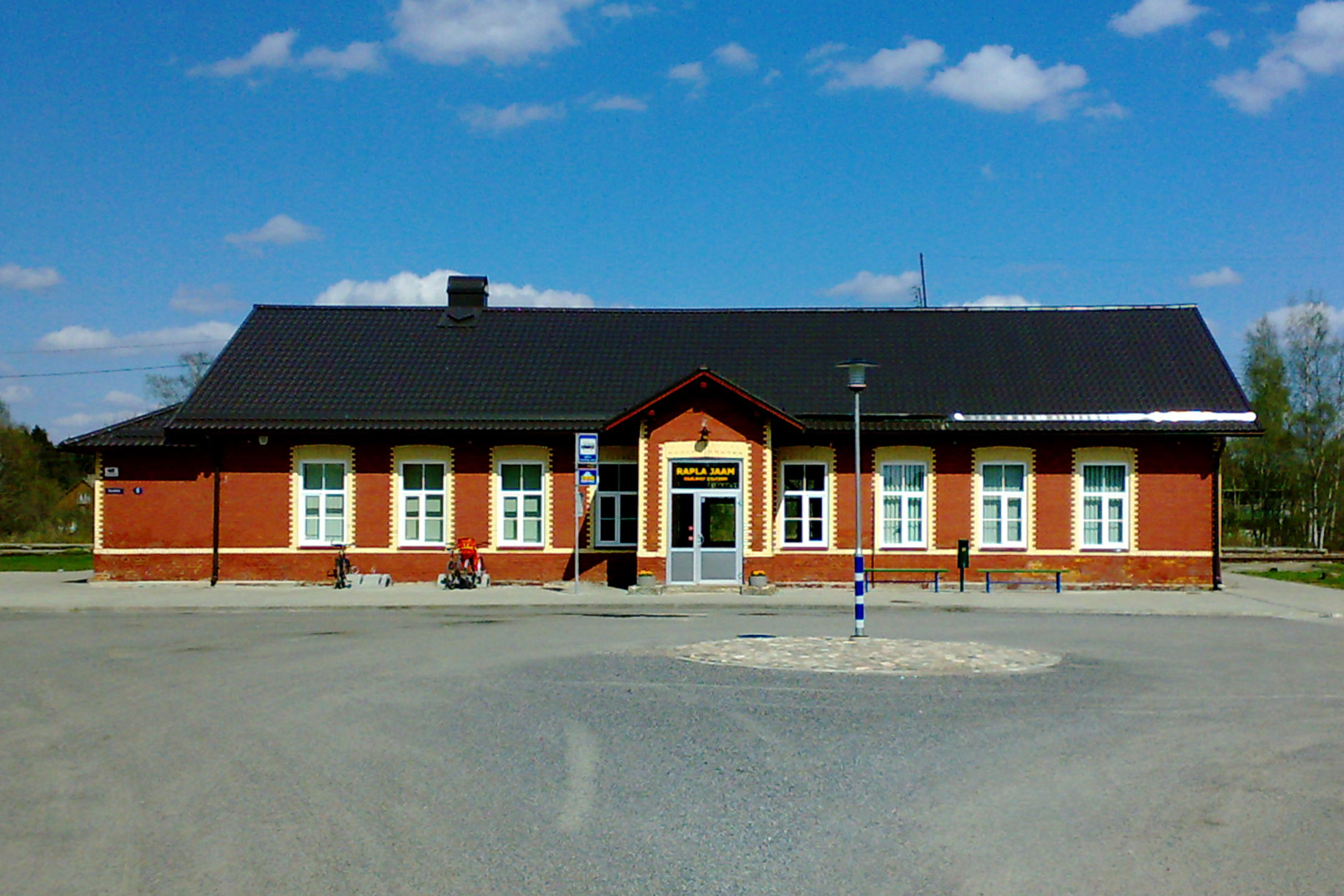
Estação Ferroviária Rapla
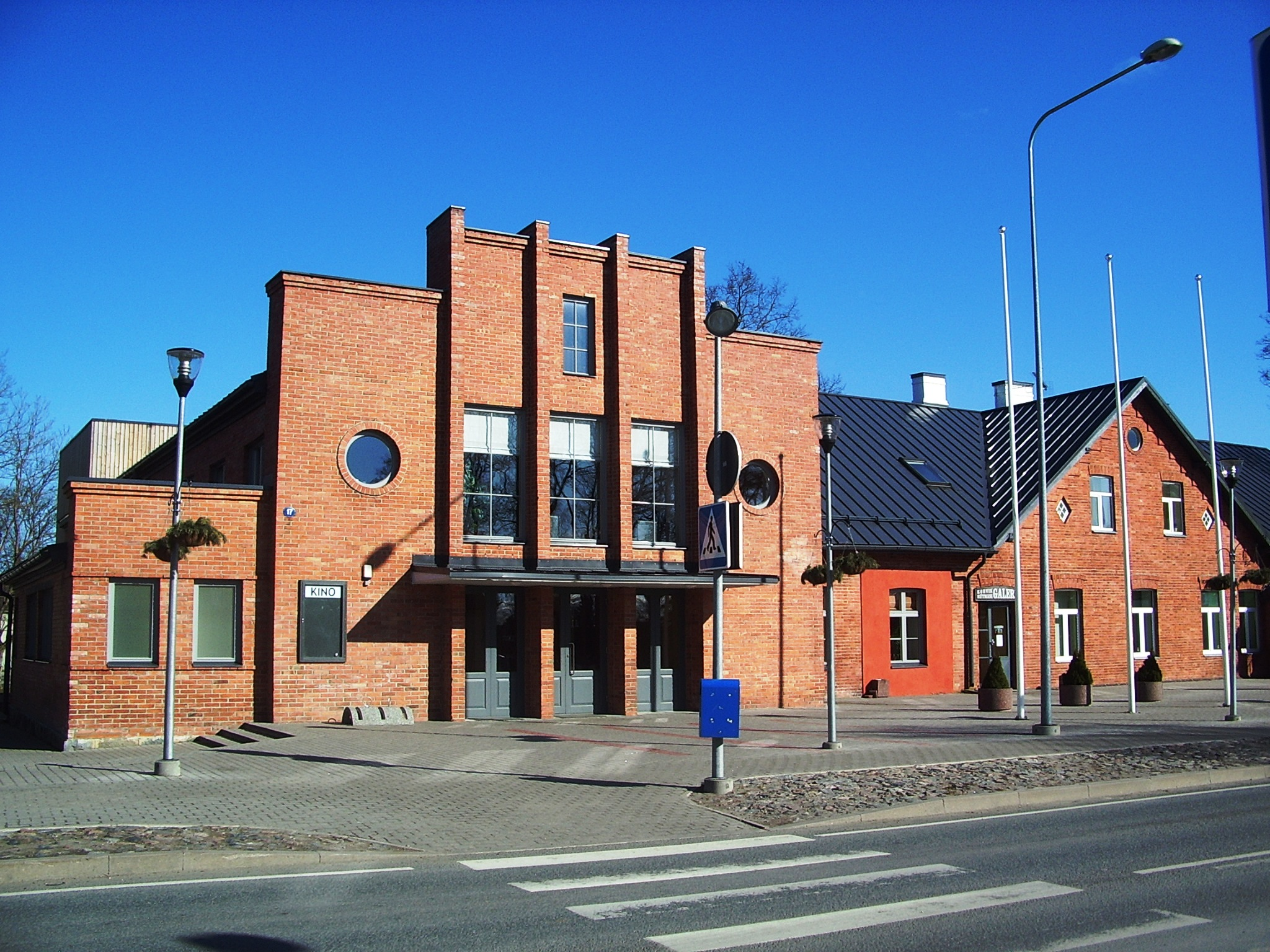
centro cultural rapla
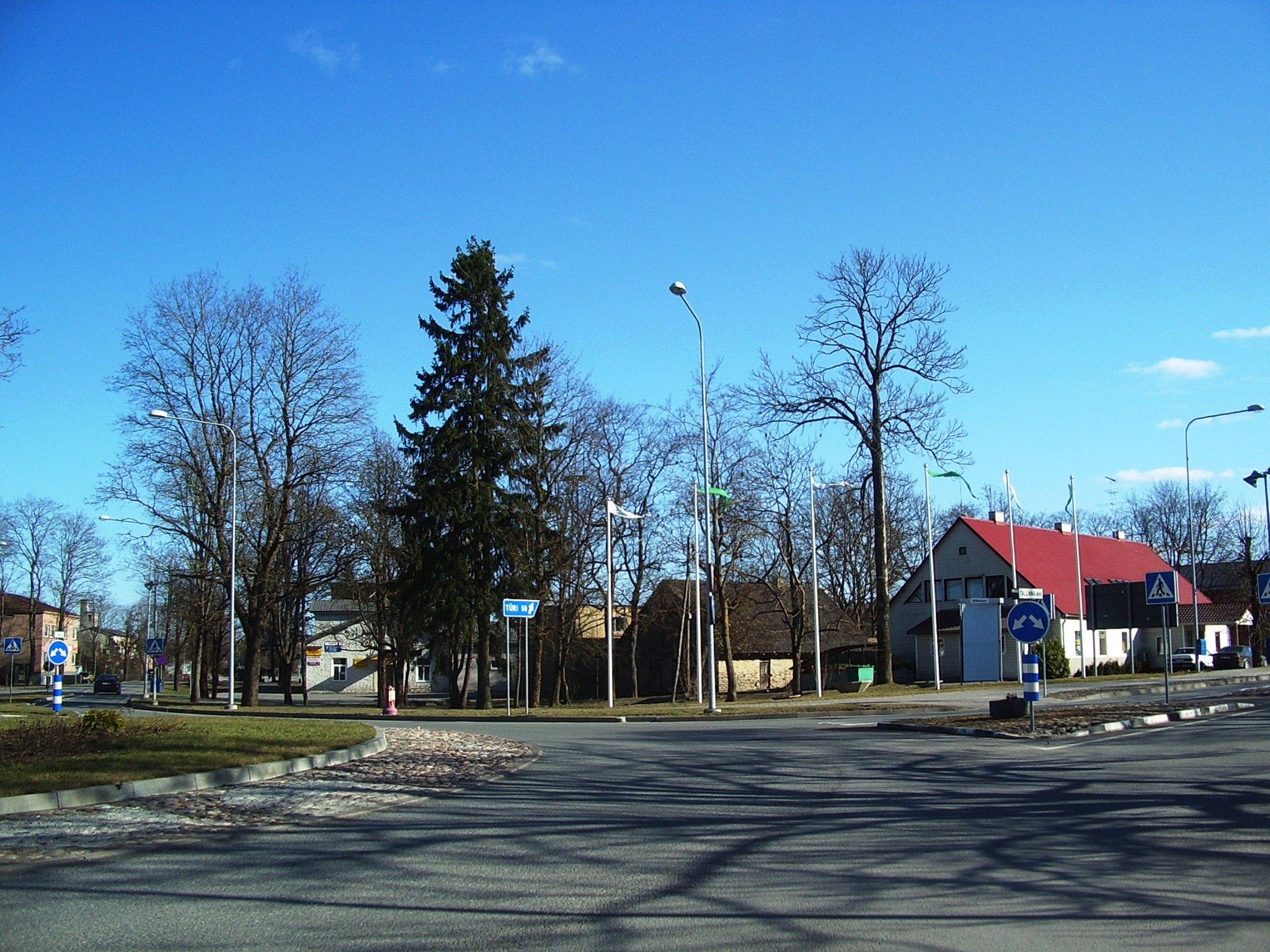
Praça Central de Rapla
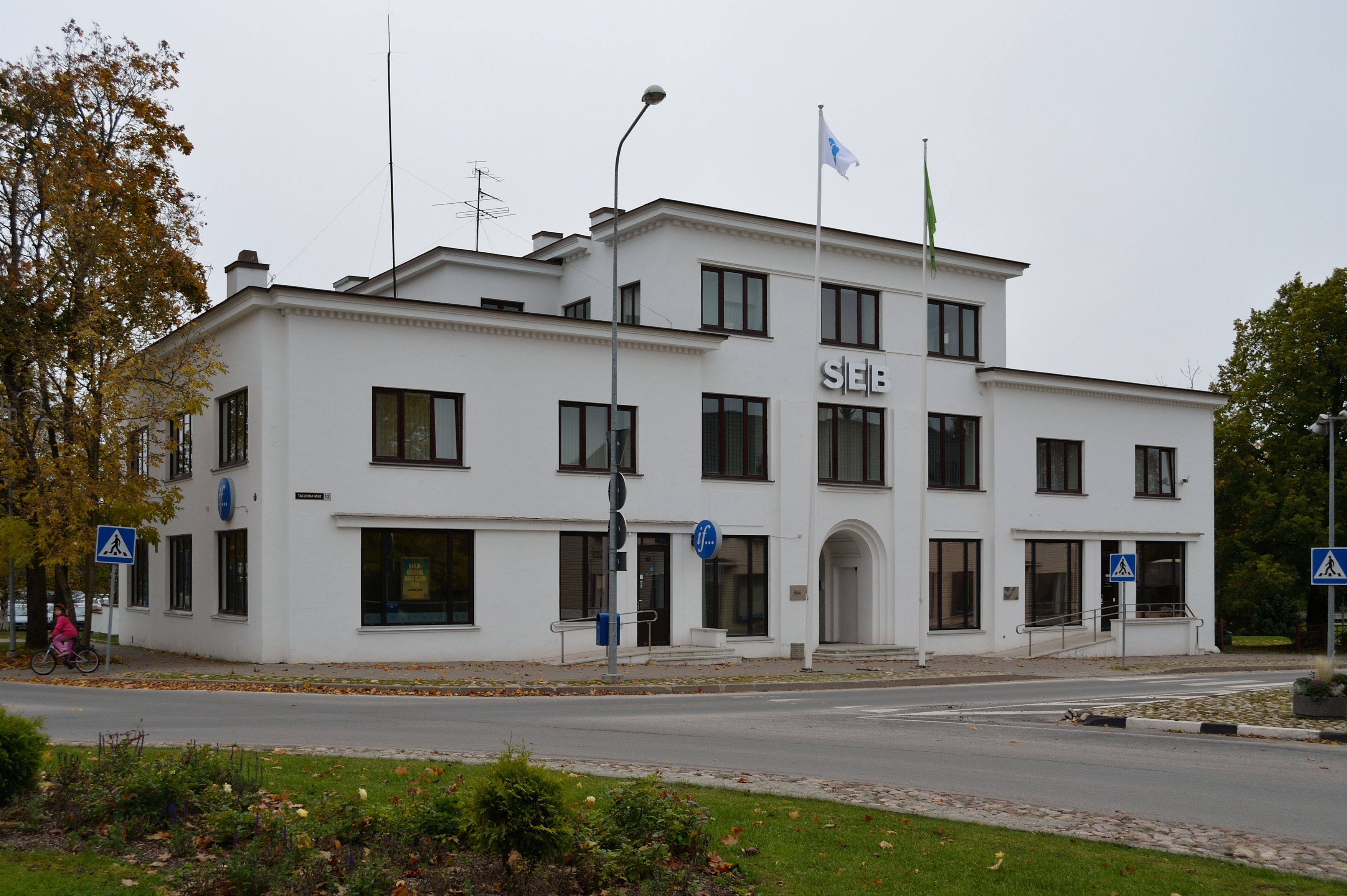
Banco em Rapla